# Gynanisa basquini
Gynanisa basquini is een vlinder uit de familie nachtpauwogen (Saturniidae). De wetenschappelijke naam van de soort is voor het eerst geldig gepubliceerd door Thierry Bouyer in 2008.

## Type
- holotype: "male. 22.II.2005. leg. R. Murphy"
- instituut: Collectie Thierry Bouyer, Chênée, België
- typelocatie: "Malawi, Nkhorongo, Mzuzu"